# Miguel Heidemann
Miguel Heidemann (* 27. Januar 1998 in Trier) ist ein deutscher Radrennfahrer.

## Sportlicher Werdegang
2011 begann Miguel Heidemann mit dem Radsport beim RV Schwalbe Trier. Nach Erfolgen auf Landesebene platzierte er sich 2017 bei der deutschen Zeitfahrmeisterschaft auf Platz 15 und 2018 auf Platz 10. Im Mannschaftszeitfahren wurde er mit dem Team Herrmann aus Christopher Hatz, Florian Obersteiner, Victor Brück, Leon Echtermann und Friedrich Meingast deutscher Meister. Das Team konnte im Jahr darauf diesen Erfolg wiederholen, und Heidemann holte den nationalen Titel im Einzelzeitfahren der U23. Bei der Istrian Spring Trophy gewann er die Bergwertung.
Zur Saison 2020 erhielt Heidemann einen Vertrag beim luxemburgischen UCI Continental Team Leopard Pro Cycling. Er startete bei den Europameisterschaften und wurde mit Justin Wolf, Michel Heßmann, Lisa Brennauer, Lisa Klein und Mieke Kröger Europameister in der Mixed-Staffel. Im Einzelzeitfahren belegte Heidemann Platz elf. Bei den Deutschen Meisterschaften 2020 verteidigte er seinen Vorjahrestitel im U23–Einzelzeitfahren. 2021 wurde er deutscher Vizemeister der Elite im Einzelzeitfahren und gehörte er zu der deutschen Mannschaft, die bei den Europameisterschaften Silber in der Mixed-Staffel gewann.
Heidmann wechselte 2022 mit einem Zweijahresvertrag zum französischen UCI ProTeam B&B Hotels-KTM. Er wurde bei den UCI-Straßen-Weltmeisterschaften 2022 mit dem deutschen Team Vierter der Mixed-Staffel und 20. im Einzelzeitfahren. Nachdem B&B Hotels-KTM zum Saisonende seinen Betrieb eingestellt hatte, erhielt er ab März 2023 einen Vertrag bei der dänischen Mannschaft Leopard TOGT Pro Cycling, dem Nachfolgeteam von Leopard Pro Cycling für das er bereits 2020 und 2021 fuhr. Wie schon 2021 wurde er bei den Deutschen Meisterschaften Zweiter im Einzelzeitfahren. Bei den Weltmeisterschaften 2023 gewann er mit der deutschen Mixed-Staffel die Bronzemedaille.

## Berufliches
Heidemann studiert Wirtschaftsingenieurwesen, Fachrichtung Maschinenbau, an der TU Darmstadt.

## Erfolge
2018
- Deutscher Meister – Mannschaftszeitfahren

2019
- Bergwertung Istrian Spring Trophy
- Deutscher U23-Meister – Einzelzeitfahren
- Deutscher Meister – Mannschaftszeitfahren

2020
- Europameister – Mixed-Staffel
- Deutscher U23-Meister – Einzelzeitfahren

2021
- Europameisterschaft – Mixed-Staffel
- Sprintwertung Istrian Spring Trophy

2023
- Weltmeisterschaft – Mixed-Staffel

## Wichtige Platzierungen
| Weltmeisterschaft        | 2022 | 2023 |
| ------------------------ | ---- | ---- |
| StraßenrennenStraße      | DNF  | –    |
| EinzelzeitfahrenEZF      | 20   | –    |
| MannschaftszeitfahrenMZF | 4    | 3    |